# بردادزور
بردادزور (ارمنی: Բերդաձոր) یک منطقهٔ مسکونی در جمهوری آرتساخ است که در استان شوشی واقع شده‌است.